# Irina Bussen
Irina Bussen   (Sant Petersburg, 24 de setembre de 1915 - 20 de febrer de 2013) va ser una destacada mineralogista, geòloga, petròloga i destacada especialista en massissos alcalins. En total, a més de dues monografies, va publicar més de 50 articles científics des dels anys cinquanta fins a principis dels vuitanta.
Es va graduar el 1933 a la Facultat d'Exploració Geològica de Leningrad i després va estudiar a la Universitat de Leningrad. Des de 1935 fins a 1937, Bussen va estudiar activament el massís de Lovozero, fent els treballs de cartografia i també com a mineralogista i cristal·lògrafa, estudiant la loparita. Abans de la Gran Guerra Patriòtica va explorar la geologia dels Urals polars per trobar dipòsits de quars, necessaris pel país, i va contribuir a la comprensió de l'estratigragia metamòrfica a la regió.
Poc després de la guerra, tant ella com el seu marit, Alexey Sergeevich Sakharov, són convidats a treballar a la península de Kola. La tasca principal va ser l'exploració i la preparació per a l'explotació dels jaciments de loparita de Lovozero. El 1950, ja de nou a Leningrad, Bussen va estudiar el jaciment de terres rares de Vishnevye Gory als Urals del Sud com a projecte principal. L'any 1954 acceptarla invitació de l'Institut Geològic de la Branca Kola de l'Acadèmia de Ciències de l'URSS i es trasllada a treballar a Kukisvumtxorr a Khibini, i després a Apatiti. Va formar part del grup d'especialistes que va establir les bases de la indústria del tàntal-niobi a l'URSS.
El 1970, en una mina del Karnasurt, a Lovozero, es va descobrir un filó de pegmatita d'un tipus completament nou, que es va anomenar Yubileinaya. Pocs anys després, els exemplars extrets d'aquesta pegmatiata es trobaven representats als museus mineralògics d'arreu. Bussen i el seu equip de recerca van començar immediatament els estudis de minerals inusuals descoberts en aquest indret, i durant quatre anys van publicar descripcions de vuit nous minerals trobats en aquesta pegmatita: ilmajokita (1972), zorita, raïta, vuonnemita (1973), penkvilksita (1974), bornemanita, natrosilita i natisita (1975). La bornemanita va ser el segon mineral que rebia el nom de la mineralogista i química russa Irina Borneman-Starinkevitx, en reconeixement de la seva gran contribució a l'estudi dels minerals rars i la mineralogia dels massissos de Khibini i Lovozero.
El 2001 va ser aprovada la bussenita, un silicat de fórmula química Na₂Ba₂Fe2+Ti(Si₂O₇)(CO₃)(OH)₃F anomenat en honor seu.